# Blandina

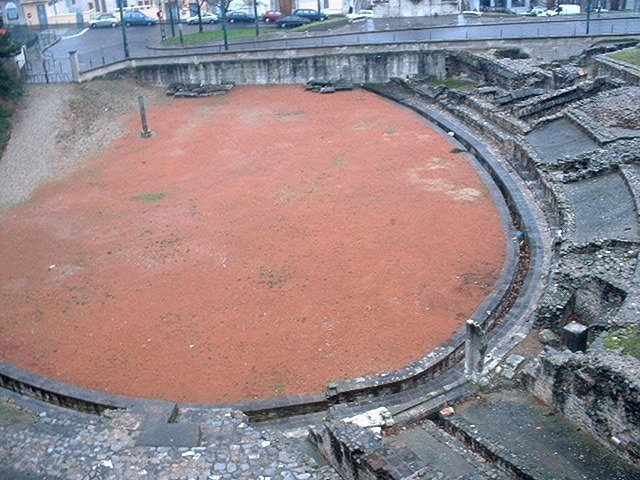
Amfitheater in Lyon

Blandina, of ook wel Blondina, Baldina en Sint-Blandina genoemd (gestorven in 177, te Lyon, Frankrijk), was een gemartelde slavin. Het verhaal van haar dood is overgeleverd door Eusebius van Caesarea.
In de zomer van 177 nam de vijandigheid tegen christenen in Lyon sterk toe. Eerst werd ze de toegang geweigerd tot openbare plaatsen zoals de markten en de baden. Toen de provinciale gouverneur de stad uit was, werden christenen openlijk opgejaagd en aangevallen. Christelijke werkgevers werden er van beschuldigd seksuele wreedheden en kannibalisme te hebben gepleegd. Elke dag waren er nieuwe slachtoffers en de meest uitgesproken leden van de kerken in Lyon of in de naburige stad Vienne. Ze werden gearresteerd en terwijl ze wachtten op de dag van de massa-executie, die plaats zou vinden op 1 augustus 177, werden ze gemarteld in de gevangenis. Deze geplande executie en de martelingen waren ter vermaak van de bevolking – zo bespaarden de provinciale ambtenaren de kosten voor het inhuren van professionele gladiatoren, boksers, worstelteams en zwaardvechters.
Blandina werd samen met haar meester Pothinus en vele andere christenen gevangengenomen. Niet-christelijke slaven hadden, uit angst ook gemarteld te worden, getuigd tegen hun christelijke meesters, dat zij inderdaad de schandalige dingen hadden gedaan waarvan ze werden beschuldigd. Men verwachtte dat Blandina, doordat ze lichamelijk niet sterk was, de martelingen niet zou overleven. Zo werd ze onder andere geslagen met de zweep en als aas voor dieren gegooid. Ook heeft ze op een ijzeren stoel gezeten die men in brand had gezet, zodat het haar vlees zou schroeien. Men wist op een zeker moment niet meer wat ze met haar moesten doen, want ze overleefde alle martelingen en op elke vraag antwoordde zij met: ‘Ik ben een christen en wij plegen geen wangedrag.’ Ze was vastgebonden aan een paal in het Amfitheater, als aas voor wilde dieren die op haar werden losgelaten. Ze bleef bidden tot God en gaf zo ook hoop aan haar metgezellen. Geen van de dieren had haar aangeraakt en Blandina was degene, hoe klein en kwetsbaar ze ook was, die haar broeders inspiratie en moed gaf.
Iedereen werd gemarteld en gedood en Blandina bleef als laatste over. Op de laatste dag van de gladiatorenspelen, bracht men Blandina opnieuw naar het Amfitheater. De dagen ervoor werd ze elke dag gedwongen naar het lijden van haar metgezellen te kijken en zij werd gedwongen te zweren bij de Romeinse goden. Toch bleef ze bij God en het christelijke geloof, wat er toe leidde dat de menigte boos werd. Uiteindelijk heeft men haar met een net vastgebonden en voor een stier gegooid. Door dit dier werd ze de lucht in gegooid en uiteindelijk is ze met een dolk gedood. Haar lichaam, en die van anderen die waren gemarteld en gedood, bleef onbegraven, bewaakt door soldaten. Na zes dagen werden de resten verbrand en de as werd in de Rhône geworpen.